# Opasni put (1963.)
Opasni put, hrvatski dugometražni film iz 1963. godine.